# 孫皮魯尼山
14°05′55″S 70°40′20″W / 14.09861°S 70.67222°W
孫皮魯尼山（Sumpiruni），是秘魯的山峰，位於該國東南部普諾大區，由卡拉瓦亞省的馬庫薩尼區負責管轄，屬於韋爾卡努塔山脈的一部分，海拔高度5,063米。